# Kolakunjanahalli, Kolar
Kolakunjanahalli là một làng thuộc tehsil Kolar, huyện Kolar, bang Karnataka, Ấn Độ.